# Constitució d'Israel
No existeix una Constitució d'Israel escrita com a tal. En lloc d'una constitució escrita formal, i de conformitat amb la decisió de Yizhar Harari (החלטת הררי) de l'13 juny 1950 aprovada en l'Assemblea Constituent d'Israel, l'Estat d'Israel ha promulgat diverses Lleis bàsiques d'Israel que s'ocupen dels acords governamentals i dels drets humans. El president del Tribunal Suprem israelià Aharon Barak va dictaminar que les lleis fonamentals s'ha de considerar la constitució de l'estat, i que es va convertir en l'enfocament comú durant el seu mandat (1995-2006). Els que s'oposen a aquest enfocament inclouen col·lega de Barak, el jutge de la Cort Suprema de Misael Cheshin.
D'acord amb la proclamació d'independència del 14 maig 1948 d'Israel, una assemblea constituent hauria d'haver elaborat una constitució per a l'1 d'octubre de 1948. La demora i la decisió final el 13 de juny, 1950 a legislar un capítol constitució per capítol, es va deure principalment a la incapacitat dels diferents grups de la societat israeliana es posin d'acord sobre el propòsit de l'Estat, en la identitat de l'estat, i en una visió de llarg termini. Un altre factor va ser l'oposició del mateix David Ben-Gurion.
Diversos cossos a Israel han demanat la promulgació d'una constitució formal com un sol document, i s'han presentat idees i projectes per a la seva consideració.